# Türk rovásírás
A türk írás (vagy Orhon írás) a legkorábbi ismert türk írásrendszer, amely az orhoni feliratokról ismert. Az írást 1889-ben fedezték fel egy mongóliai expedíció során, amelynek a célja az Orhon-völgy egy 8. században épült emléke volt. Az írás szogd eredetű. Később használta az Ujgur Birodalom. A „jenyiszeji” változat kilencedik századi kirgiz írásokból ismert.

## Felfedezése

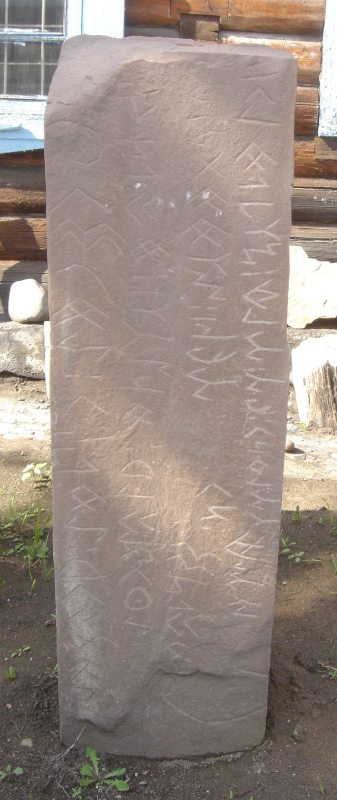

Az orkhon-völgyi feliratokat Nyikolaj Jadrincev 1889-es expedíciója során fedezték fel. A leleteket Vaszilij Radlov tette közzé, s azokat a dán filológus, Vilhelm Thomsen fejtette meg 1893-ban. Az írás hasonló a Tu-jue (突厥 pinyin tú jué) által Kínában a Tang-dinasztia ideje alatt hátrahagyott leletek felirataihoz.
A türk írást néha rúnaalakúnak nevezik, a germán rúnákkal való külsőséges hasonlóságai miatt. Ez a hasonlóság azonban triviális, ugyanis az összes, kemény felületre írt írás ezt a tendenciát mutatja. Szintén csak távolról rokon rovásírásokkal.

## Betűi
| Használat             | Használat           | Használat                                                  | Szimbólumok | Szimbólumok | Átírás            | Átírás                      | Átírás             | Átírás                      |
| --------------------- | ------------------- | ---------------------------------------------------------- | ----------- | ----------- | ----------------- | --------------------------- | ------------------ | --------------------------- |
| önálló magánhangzók   | önálló magánhangzók | önálló magánhangzók                                        |             |             | A                 | A                           | /a/, /e/           | /a/, /e/                    |
| önálló magánhangzók   | önálló magánhangzók | önálló magánhangzók                                        |             |             | I                 | I                           | /ɯ/, /i/, /j/      | /ɯ/, /i/, /j/               |
| önálló magánhangzók   | önálló magánhangzók | önálló magánhangzók                                        |             |             | O                 | O                           | /u/, /o/, /w/      | /u/, /o/, /w/               |
| önálló magánhangzók   | önálló magánhangzók | önálló magánhangzók                                        |             |             | U                 | U                           | /ø/, /y/, /w/      | /ø/, /y/, /w/               |
| mássalhangzók         | harmonizált         | csak (¹) — hátsó, (²) — elülső nyelvállású magánhangzókkal |             |             | B¹                | /b/                         | B²                 | /b/                         |
| mássalhangzók         | harmonizált         | csak (¹) — hátsó, (²) — elülső nyelvállású magánhangzókkal |             |             | D¹                | /d/                         | D²                 | /d/                         |
| mássalhangzók         | harmonizált         | csak (¹) — hátsó, (²) — elülső nyelvállású magánhangzókkal |             |             | G¹                | /g/                         | G²                 | /g/                         |
| mássalhangzók         | harmonizált         | csak (¹) — hátsó, (²) — elülső nyelvállású magánhangzókkal |             |             | L¹                | /l/                         | L²                 | /l/                         |
| mássalhangzók         | harmonizált         | csak (¹) — hátsó, (²) — elülső nyelvállású magánhangzókkal |             |             | N¹                | /n/                         | N²                 | /n/                         |
| mássalhangzók         | harmonizált         | csak (¹) — hátsó, (²) — elülső nyelvállású magánhangzókkal |             |             | R¹                | /r/                         | R²                 | /r/                         |
| mássalhangzók         | harmonizált         | csak (¹) — hátsó, (²) — elülső nyelvállású magánhangzókkal |             |             | S¹                | /s/                         | S²                 | /s/                         |
| mássalhangzók         | harmonizált         | csak (¹) — hátsó, (²) — elülső nyelvállású magánhangzókkal |             |             | T¹                | /t/                         | T²                 | /t/                         |
| mássalhangzók         | harmonizált         | csak (¹) — hátsó, (²) — elülső nyelvállású magánhangzókkal |             |             | Y¹                | /d͡ʒ/                        | Y²                 | /d͡ʒ/                        |
| mássalhangzók         | harmonizált         | csak (¹) — Q csak (²) — K                                  |             |             | Q                 | /q/                         | K                  | /k/                         |
| mássalhangzók         | harmonizált         | bármely magánhangzóval                                     |             |             | -Ç                | -Ç                          | /t͡ʃ/               | /t͡ʃ/                        |
| mássalhangzók         | harmonizált         | bármely magánhangzóval                                     |             |             | -M                | -M                          | /m/                | /m/                         |
| mássalhangzók         | harmonizált         | bármely magánhangzóval                                     |             |             | -P                | -P                          | /p/                | /p/                         |
| mássalhangzók         | harmonizált         | bármely magánhangzóval                                     |             |             | -Ş                | -Ş                          | /ʃ/                | /ʃ/                         |
| mássalhangzók         | harmonizált         | bármely magánhangzóval                                     |             |             | -Z                | -Z                          | /z/                | /z/                         |
| mássalhangzók         | harmonizált         | bármely magánhangzóval                                     |             |             | -NG               | -NG                         | /ŋ/                | /ŋ/                         |
| mássalhangzók         | nem harmonizált     | + magánhangzó                                              |             |             | IÇ, ÇI, Ç         | IÇ, ÇI, Ç                   | /it͡ʃ/, /t͡ʃi/, /t͡ʃ/ | /it͡ʃ/, /t͡ʃi/, /t͡ʃ/          |
| mássalhangzók         | nem harmonizált     | + magánhangzó                                              |             |             | IQ, QI, Q         | IQ, QI, Q                   | /ɯq/, /qɯ/, /q/    | /ɯq/, /qɯ/, /q/             |
| mássalhangzók         | nem harmonizált     | + magánhangzó                                              |             |             | OQ, UQ, QO, QU, Q | /oq/, /uq/, /qo/, /qu/, /q/ | ÖK, ÜK, KÖ, KÜ, K  | /øk/, /yk/, /kø/, /ky/, /k/ |
| mássalhangzók         | nem harmonizált     | + mássalhangzó                                             |             |             | -NÇ               | -NÇ                         | /nt͡ʃ/              | /nt͡ʃ/                       |
| mássalhangzók         | nem harmonizált     | + mássalhangzó                                             |             |             | -NY               | -NY                         | /nd͡ʒ/              | /nd͡ʒ/                       |
| mássalhangzók         | nem harmonizált     | + mássalhangzó                                             |             |             | -LT               | -LT                         | /lt/, /ld/         | /lt/, /ld/                  |
| mássalhangzók         | nem harmonizált     | + mássalhangzó                                             |             |             | -NT               | -NT                         | /nt/, /nd/         | /nt/, /nd/                  |
| szóelválasztó jel     | szóelválasztó jel   | szóelválasztó jel                                          |             |             | (nincs)           | (nincs)                     | (nincs)            | (nincs)                     |
| (-) – csak szóvégeken |                     |                                                            |             |             |                   |                             |                    |                             |

## Külső hivatkozások
- Orkhon Inscriptions complete text Archiválva 2012. április 11-i dátummal a Wayback Machine-ben
- Omniglot.com (angol)
- Gábor Hosszú (2011): Heritage of Scribes. The Relation of Rovas Scripts to Eurasian Writing Systems.  First edition. Budapest: Rovas Foundation, ISBN 978-963-88437-4-6, fully available from Google Books at https://books.google.hu/books?id=TyK8azCqC34C&pg=PA1